# Eopenthes kauaiensis
Eopenthes kauaiensis är en skalbaggsart som beskrevs av Sharp 1908. Eopenthes kauaiensis ingår i släktet Eopenthes och familjen knäppare. Inga underarter finns listade i Catalogue of Life.